# Berlin-Schlachtensee
Schlachtensee is een stadsdeel van Berlijn, gelegen in het district Steglitz-Zehlendorf. Het district werd op 11 december 2020 gevormd als een officiële territoriale eenheid uit delen van de bestaande districten Nikolassee en Zehlendorf. Structureel is de wijk ontstaan uit verschillende landhuis- en villakolonies die aan het einde van de 19e eeuw werden gebouwd ten zuiden van de Schlachtensee, een meer.

## Geschiedenis
Reeds in de middeleeuwen lag er een dorpje aan de zuidelijke oever van het meer, maar dit raakte in verval. Pas in de achttiende eeuw kwamen er nieuwe huizen. Echter bestond het grootste deel van het huidige gebied uit bossen en landbouwgrond tot ver in de negentiende eeuw. In 1874 werd de spoorlijn Wannseebahn aangelegd en kwam er het station Schlachtensee. Aan het einde van de negentiende eeuw verrees er een villawijk. Het gebied behoorde tot het Gutsbezirk Düppel, nu een wijk van Nikolassee en werd rond deze tijd overgedragen aan Zehlendorf. De Breisgauer Straße ontwikkelde zich tot de hoofdstraat van het gebied. In 1920 werd het gebied onderdeel van Groot-Berlijn en verdeeld tussen Zehlendorf en Nikolassee. Omdat er een postkantoor was werd de naam Berlin-Schlachtensee wel al gebruikt als postnaam op officiële documenten. 
In mei 2020 keurde de districtsraad van Steglitz-Zehlendorf een petitie goed van een burgerinitiatief om een aparte wijk Schlachtensee op te richten. Het nieuwe stadsdeel werd gevormd uit delen van de bestaande stadsdelen Nikolassee en Zehlendorf en kreeg zijn naam na een aankondiging in het Amtsblatt für Berlin op 11 december 2020. 
Dahlem ·
Lankwitz ·
Lichterfelde ·
Nikolassee ·
Schlachtensee ·
Steglitz ·
Wannsee ·
Zehlendorf